# Иури Мамуте
Иури Соуза Алмейда (порт.-браз. Yuri Souza Almeida; 7 мая 1995, Порту-Алегри), более известный как Иури Мамуте (порт.-браз. Yuri Mamute), в русскоязычной прессе распространена неверная транскрипция имени Юри Мамуте — бразильский футболист, нападающий. Игрок клуба «Жувентуде».

## Карьера
Мамуте начал карьеру в клубе «Гремио» в возрасте 11 лет, будучи обнаруженным муниципальном проекте «Футбол Сосиал Клуб». В 2007 году он выиграл титул чемпиона города среди его ровесников, в котором забил 33 гола в 14 играх, после этого ему стали платить заработную плату в 550 крузейро, а также устроили работать в команду его маму, Валдирене, которая одна воспитывала троих детей. В 2011 году он дебютировал в основном составе команды в товарищеской игре с клубом «Кашиас». 8 октября он сыграл первый официальный матч в «Гремио» с «Коритибой» (0:2).
В 2012 году главный тренер клуба, Вандерлей Лушембурго, несколько раз выпускал форварда в основном составе, но игрок имел проблемы с весом и не смог составить конкуренцию другим нападающим «Гремио». В результате он, в основном, играл в молодёжном составе. В следующим сезоне он играл чаще, но всё также нерегулярно. Выступление в молодёжке «Гремио» привело к нему внимание со стороны главного тренера молодёжной сборной Бразилии, Алешандре Гало. С этой командой Мамуте выиграл турнир в Тулоне, где стал вторым бомбардиром, забив 2 гола, а бразильцы завоевали титул чемпиона.
В 2014 году «Гремио» продлил контракт с Мамуте до 2019 года, после чего отдал его в аренду в «Ботафого» до 30 июня 2015 года. В 19 играх форвард забил 1 гол в 19 играх, поразив ворота «Сеары». Тогда же он поехал, в составе молодёжной сборной на молодёжный чемпионат Южной Америки, но там бразильская команда выступила неудачно, а сам игрок сыграл 8 игр и забил 1 гол. В конце 2014 года «Ботафого» из-за финансовых проблем был вынужден «избавиться» от части игроков, в число которых попал и Мамуте. Так форвард вернулся в «Гремио». В стартовой игре чемпионата Бразилии 2015 форвард забил два гола, поразив ворота клуба «Понте-Прета».
В 2015 года стало известно об интересе к Мамуте со стороны московского «Спартака» и киевского «Динамо».
13 января 2016 года Мамуте был отдан в аренду греческому «Панатинаикосу» на полгода.
В начале 2017 года был арендован казахстанским клубом «Актобе».

## Статистика
на 23 мая 2015
| Клуб     | Лига    | Чемпионат | Чемпионат | Чемпионат | Кубок | Кубок | Континентальные | Континентальные | Прочие | Прочие | Всего | Всего |
| Клуб     | Лига    | Лига      | Игры      | Голы      | Игры  | Голы  | Игры            | Голы            | Игры   | Голы   | Игры  | Голы  |
| -------- | ------- | --------- | --------- | --------- | ----- | ----- | --------------- | --------------- | ------ | ------ | ----- | ----- |
| Гремио   | 2011    | Серия А   | 1         | 0         | 0     | 0     | 0               | 0               | 0      | 0      | 1     | 0     |
| Гремио   | 2012    | Серия А   | 0         | 0         | 0     | 0     | 0               | 0               | 1      | 0      | 1     | 0     |
| Гремио   | 2013    | Серия А   | 7         | 0         | 3     | 0     | 0               | 0               | 6      | 2      | 16    | 2     |
| Гремио   | 2014    | Серия А   | 0         | 0         | 0     | 0     | 0               | 0               | 4      | 1      | 4     | 1     |
| Гремио   | Всего   | Всего     | 8         | 0         | 3     | 0     | 0               | 0               | 11     | 3      | 22    | 3     |
| Ботафого | Серия А | 2014      | 17        | 0         | 2     | 1     | 0               | 0               | 0      | 0      | 19    | 1     |
| Ботафого | Всего   | Всего     | 17        | 0         | 2     | 1     | 0               | 0               | 0      | 0      | 19    | 1     |
| Гремио   | Серия А | 2015      | 3         | 2         | 2     | 0     | 0               | 0               | 11     | 1      | 16    | 3     |

## Достижения
- Вице-чемпион Бразилии (1): 2013
- Вице-чемпион Греции (1): 2015/16
- Победитель турнира в Тулоне: 2013